# Lärchenweg (Boxberg)
Lärchenweg ist ein Wohnplatz auf der Gemarkung des Boxberger Stadtteils Schweigern im Main-Tauber-Kreis im fränkisch geprägten Nordosten Baden-Württembergs.

## Geographie

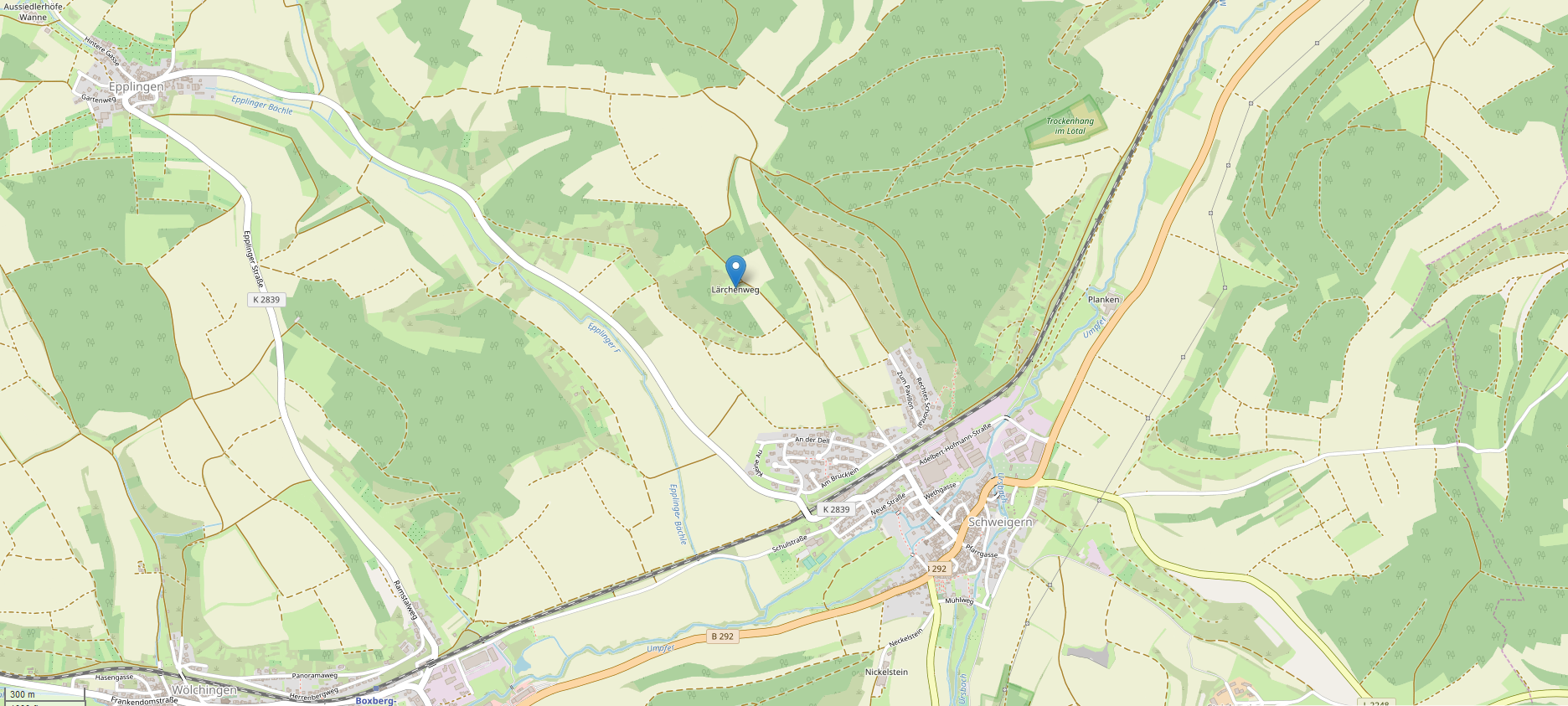
Lage des Wohnplatzes Lärchenweg

Der Wohnplatz Lärchenweg liegt etwa ein Kilometer nordwestlich von Schweigern.

## Geschichte
Der Wohnplatz Lärchenweg kam als Teil der ehemals selbständigen Gemeinde Schweigern am 1. Dezember 1972 zur Stadt Boxberg.

## Verkehr
Der Wohnplatz Lärchenweg ist aus Richtung Schweigern auf dem Berg hinter dem Bahndamm der Frankenbahn über die Straßen Ziegelhütte und Linkes Schöntal zu erreichen.